# Resolutie 277 Veiligheidsraad Verenigde Naties
Resolutie 277 van de Veiligheidsraad van de Verenigde Naties werd aangenomen op 18 maart 1970 met veertien stemmen voor, geen tegen en één onthouding van Spanje.

## Achtergrond
Zuid-Rhodesië was een Afrikaanse kolonie van het Verenigd Koninkrijk waarvan de blanke minderheidsregering in 1965 illegaal de onafhankelijkheid uitriep. In resolutie 217 werd internationaal opgeroepen het land niet te erkennen en er geen betrekkingen mee aan te knopen. Eveneens werd een boycot ingesteld middels resolutie 232.

## Inhoud
De Veiligheidsraad:
- Herbevestigt de resoluties 216, 217, 221, 232 en 253.
- Herbevestigt dat de maatregelen in deze resoluties van kracht blijven.
- Houdt rekening met het rapport van het in resolutie 253 opgerichte comité.
- Bemerkt tot zijn bezorgdheid dat:
a. De genomen maatregelen de rebellie in Zuid-Rhodesië niet hebben kunnen stoppen.
b. Sommige landen toch handel drijven met het illegale regime in Zuid-Rhodesië.
c. Zuid-Afrika en Portugal het illegale regime blijven steunen.
d. De situatie in Zuid-Rhodesië blijft verergeren door maatregelen zoals het aannemen van de republiek om het Afrikaanse volk te onderdrukken.
- Erkent de legitimiteit van de strijd van het Zuid-Rhodesische volk.
- Herbevestigt dat de huidige situatie in Zuid-Rhodesië een bedreiging van de internationale vrede en veiligheid is.
- Handelend onder Hoofdstuk VII van het Handvest:

1. Veroordeelt het illegaal uitroepen van de republiek door het illegale regime.
2. Beslist dat VN-lidstaten dit regime niet mogen erkennen of steunen.
3. Roept de lidstaten op ervoor te zorgen dat geen enkele handeling van het illegale regime erkend wordt.
4. Herbevestigt de verantwoordelijkheid van het Verenigd Koninkrijk voor het recht van het Zimbabwaanse volk op zelfbeschikking en onafhankelijkheid.
5. Veroordeelt alle politieke onderdrukkingsmaatregelen, waaronder arrestaties, opsluitingen, berechtingen en terechtstellingen, die de fundamentele vrijheden en rechten van het volk schenden.
6. Veroordeelt Zuid-Afrika en Portugal die relaties met Zuid-Rhodesië blijven onderhouden.
7. Eist de onmiddellijke terugtrekking van Zuid-Afrikaanse politie en militairen uit Zuid-Rhodesië.
8. Roept lidstaten op maatregelen te nemen om te vermijden dat hun inwoners en organisaties resolutie 232 en -253 ontwijken.
9. Beslist dat lidstaten moeten:
a. Onmiddellijk alle diplomatieke-, handels-, militaire- en andere banden met Zuid-Rhodesië doorknippen.
b. Onmiddellijk bestaande transporten van en naar Zuid-Rhodesië onderbreken.
10. Vraagt het VK om bestaande akkoorden op basis van welke buitenlandse consulaire-, handels- of andere vertegenwoordiging in Zuid-Rhodesië bestaat te herroepen.
11. Vraagt de lidstaten al het nodige te doen onder artikel °41 van het Handvest.
12. Roept de lidstaten op het nodige te doen om de lidmaatschappen van Zuid-Rhodesië in de VN-organisaties te schorsen.
13. Dringt er bij lidstaten van internationale- of regionale organisatie op aan het lidmaatschap van Zuid-Rhodesië bij die organisatie te schorsen of weigeren.
14. Dringt erop aan dat lidstaten het volk van Zuid-Rhodesië moreel en materieel steunen in hun legitieme strijd voor vrijheid en onafhankelijkheid.
15. Vraagt internationale organisaties om de vluchtelingen uit en de onderdrukten in Zuid-Rhodesië bij te staan.
16. Vraagt de lidstaten en de VN-organisaties dringend de steun aan Zambia op te drijven daar dat land economische problemen kan krijgen door de beslissingen genomen inzake deze kwestie.
17. Roept de lidstaten op effectief te helpen met de uitvoering van deze resolutie.
18. Dringt erop aan dat ook niet-lidstaten deze resolutie naleven.
19. Roept de lidstaten op om tegen 1 juni aan de secretaris-generaal te laten weten welke maatregelen ze hebben genomen.
20. Vraagt de secretaris-generaal om tegen 1 juli over de vooruitgang in de uitvoering van deze resolutie te rapporteren.
21. Beslist dat het comité uit resolutie 253 verantwoordelijk wordt voor:
a. Het bestuderen van de rapporten van de secretaris-generaal.
b. Meer informatie van de lidstaten bekomen over de uitvoering van deze resolutie.
c. Manieren zoeken waarop de lidstaten de maatregelen nog effectiever kunnen uitvoeren.
22. Vraagt het VK om het comité te blijven bijstaan en alle nodige informatie te verstrekken.
23. Roept de lidstaten op om informatie die gevraagd wordt te verstrekken.
24. Beslist de kwestie op de agenda te houden voor verdere handelingen naargelang de ontwikkelingen.

## Verwante resoluties
- Resolutie 232 Veiligheidsraad Verenigde Naties
- Resolutie 253 Veiligheidsraad Verenigde Naties
- Resolutie 288 Veiligheidsraad Verenigde Naties
- Resolutie 314 Veiligheidsraad Verenigde Naties

Lijst ·  276 ·  277 ·  278 ·  279 ·  280 ·  281 ·  282 ·  283 ·  284 ·  285 ·  286 ·  287 ·  288 ·  289 ·  290 ·  291